# Dorit Rabinyan

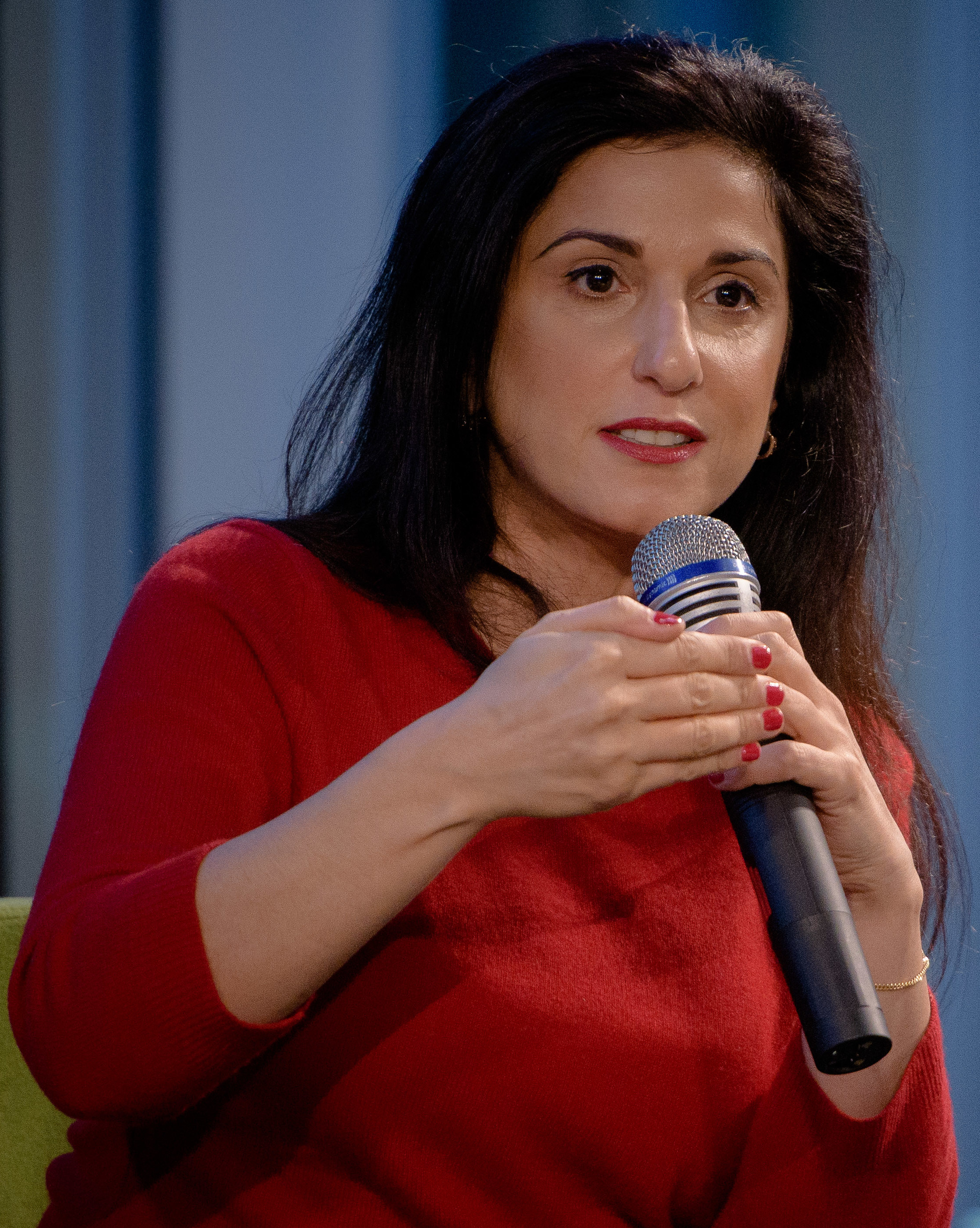
Dorit Rabinyan bei den Deutsch-israelischen Literaturtagen 2016

Dorit Rabinyan, hebräisch דורית רביניאן (geboren 25. September 1972 in Kfar Saba) ist eine israelische Schriftstellerin.

## Leben
Dorit Rabinyan stammt von jüdischen Flüchtlingen aus dem Iran ab. Rabinyan hat (bis 2015) drei Romane geschrieben, die auch in andere Sprachen übersetzt wurden. Sie schrieb außerdem ein Kinderbuch und das Drehbuch für einen Fernsehspielfilm.
Rabinyan erhielt 1999 den britischen Wingate Literary Prize. 2015 wurde sie für den Roman Gader Haya (deutsch: Wir sehen uns am Meer) mit dem Bernstein-Preis, der von der israelischen Verlegerorganisation vergeben wird, ausgezeichnet und stand auf der Liste der zehn besten Bücher des Jahres bei der Tageszeitung Haaretz. An Gader Haya entzündete sich Ende 2015 eine politische Kontroverse, als das israelische Bildungsministerium durch Naftali Bennett es ablehnte, das Buch auf die Liste der für die Gymnasien empfohlenen Literatur aufzunehmen. Der Liebesroman handelt von der scheiternden Beziehung zwischen einer israelischen Übersetzerin und einem palästinensischen Künstler in New York City.

## Werke
- Ken, Ken, Ken. Gedichte. Eked, 1990 [Ja, Ja, Ja]
- Simtat Ha-Shkediyot Be-Oumrijan. Am Oved, 1995
  - Die Mandelbaumgasse. Roman. Übers. Vera Loos, Naomi Nir-Bleimling. Goldmann, München 1998, ISBN 3-442-75008-3
- Ha-Chatunot Shelanu. Am Oved, 1999
  - Unsere Hochzeiten. Roman. Übers. Helene Seidler. Krüger, Frankfurt 2000, ISBN 3-8105-1275-3
- Az Eifo Hayiti Ani?. Bilderbuch. 2006 [Wo war ich?]
- Gader Haya. Am Oved, 2014, ISBN 978-965-132-4581
  - Wir sehen uns am Meer. Roman. Übers. Helene Seidler. Kiepenheuer & Witsch, Köln 2016, ISBN 978-3-462-04861-2